# Licuala leprosa
Licuala leprosa là loài thực vật có hoa thuộc họ Arecaceae. Loài này được Dammer ex Becc. mô tả khoa học đầu tiên năm 1921.